# دارين حمزة
دارين حمزة (5 يوليو 1979 -) هي ممثلة لبنانية.

## حياتها الشخصية
دارين هي الابنة الثانية لأب مهندس طيران وأم مهندسة تصاميم داخلية من مواليد بعلبك، لعائلة شيعية. عاشت طفولتها في قرية سوق الغرب في قضاء عاليه في محافظة جبل لبنان. بسبب الحرب الأهلية اللبنانية، قضت دارين معظم حياتها بالسفر بين لبنان وفرنسا. ومن سن 8 حتى 13 قضت هي وأخوة اثنان لها فترة دراسية في مدرسة داخلية في مدينة باث في المملكة المتحدة. دارين تعرّف عن نفسها بأنها علمانية مع اعتبار شفاعة مار شربل.

## حياتها المهنية
درست التمثيل والإخراج في معهد الفنون الجميلة في الجامعة اللبنانية وشاركت في مجموعة «طالبين القرب» للكاتب مروان نجّار والمخرج ميلاد أبي رعد وفي مسرحيات كريم دكروب. قبيل تخرجها من معهد الفنون في عام 2001. ولم تتأخر حتى دخلت ميدان العمل الإخراجي في تلفزيون المستقبل. لكن طموحها كانت كبيرة جدا فمنها انتقلت بمنحة إلى بريطانيا حيث نالت شهادة دراسات عليا في جامعة وستمنستر حيث نالت شهادة الماجستر في التمثيل والإخراج.
وبعد العودة، أسندت إليها بطولة «عايدة» والمسلسل الخليجي الكوميدي «9/11» للمخرج ميلاد الهاشم في تموز (يوليو) 2006، كما شاركت فأطلّت في مسرحية فيروز الغنائية «صح النوم» في مهرجانات بعلبك، غير أن أحلامها السينمائيّة دفعتها إلى السفر إلى أميركا حيث أجرت دورات تدريبيّة تمثيليّة مكثّفة للسينما.
لم تتأخر الممثلة الشابة وفور عودتها حتى تتحوّل إلى نجمة لبنانيّة في السينما. وها هي اليوم تتحوّل إلى نجمة لبنانيّة في السينما الإيرانيّة بعد مشاركتها في ثلاث أفلام بدور بطولي، فهي تنتظر افتتاح عرض فيلمها الإيراني الثالث «كتاب القانون» (كتابة محمد رحمنيان) مع الممثل بارفيس باراستوي بعد اسبوعين. وعن كيفيّة اختيارها للشخصيّة، توضح: «كان المخرج الشاب الإيراني مزيار ميري يبحث عن فتاة بملامح أوروبيّة. وحين فشل في إيجاد ضالته في باريس، لصعوبة تعلّم الفرنسيّات اللغة الفارسية وقراءة الأحرف العربيّة، أجرى «الكاستينغ» في لبنان. خضعَت له عشرات الممثلات، واختارني للدور».
كما أنه عرض في قاعات السينما فيلم من بطولتها «اللؤلؤة» (شولا كوهين) في صالات Circuit Planet، ويصوّر جانباً من حياة أشهر جواسيس الموساد الإسرائيلي «شولا كوهين» في بيروت، مطلع الستينيات. الفيلم مقتبس عن قصّة حقيقيّة حدثت في عهد الرئيس الراحل فؤاد شهاب، كتب نصّها أنطوان فرنسيس وأخرجها فؤاد خوري. ويشارك في البطولة إلى جانب دارين حمزة كل من سامر الغريب وطارق تميم وبيار داغر، مع إطلالة للقديرين أنطوان كرباج ورفعت طربيّة والمطربة جاهدة وهبي.
وعربيا«دخلت إلى الشاشات من خلال دورها البطولي في المسلسل السوري» الدوّامة«الذي يعرض في رمضان 2009 وهو مأخوذ عن رواية الضغينة والهوا للأديب فوّاز حداد، سيناريو وحوار الراحل ممدوح عدوان وإخراج المثنى صبح ومن إنتاج شركة سوريا الدوليّة.وتؤدي دارين في العمل شخصيّة نادية النجمي، وهي شابة من أب سوري وأم فرنسيّة، وتتقاسم دارين حمزة البطولة مع نخبة من نجوم الشاشتين السوريّة واللبنانيّة وعلى رأسهم سلوم حداد، أيمن زيدان، باسل خيّاط، يوسف الخال، ألكو داوود، وجيه صقر، قيس الشيخ نجيب وميشيل أبو شقرا والقديرة منى واصف.وحاليا» بدأت دارين بقراءة مجموعة من السيناريوهات الدراميّة التي يفترض أن تصوّر في الأشهر المقبلة، ويعلن عنها قريبا.

## أعمالها
- 1998 : طالبين القرب (مسلسل - LBCI).
- 1999 : فلات، بايل، وايت هاندس (فيلم قصير - الجامعة اللبنانية {كمخرجة}).
- 2000 : سخافتها (فيلم قصير - الجامعة اللبنانية).
- 2002 : الحديقة  (فيلم قصير- جامعة كولومبيا).
- 2003 : آي- آكسس (فيلم قصير - جامعة وستمينستر - المملكة المتحدة {كمخرجة}).
- 2004 : سكين بلاستيسيتي (فيلم قصير - جامعة وستمينستر - المملكة المتحدة {كمخرجة}).
- 2006 : حكاية عايدة (مسلسل - LBCI).
- 2006 : العدسة العربية (فيلم وثائقي - قناة الجزيرة {كمخرجة}).
- 2007 :  911(مسلسل - LBCI).
- 2007 : أغنية سندباد الأخيرة (فيلم إيراني - قصة خيالية).
- 2008 : الولادة الجديدة (فيلم إيراني - قصة خيالية).
- 2008 : حامل عطر بلادي (فيديو كليب).
- 2008 : شيلا كوهين، اللؤلؤة (فيلم - قصة خيالية / سيرة ذاتية).
- 2008 : درابزين (فيلم قصير - جامعة سيدة اللويزة).
- 2009 : مغامرات جاد ونور (مسلسل - أو تي في).
- 2009 : شيء من القوة  (مسلسل - LBCI).
- 2009 : الدوامة (مسلسل سوري -سوريا الدولية للإنتاج الفني).
- 2009 : كتاب القانون (فيلم إيراني - قصة خيالية).
- 2009 : مجنونة (فيلم قصير - جامعة مار يوسف).
- 2010 : على العهد (مسلسل - تلفزيون الجديد).
- 2010 : صياد يوم السبت  (فيلم إيراني - قصة خيالية).
- 2010 : سليم ودستة حريم (مسلسل سعودي- إم بي سي).
- 2010 : الهروب إلى النار (مسلسل لبناني - تلفزيون لبنان).
- 2011 : جنوب الجنة (فيلم إيراني - قصة خيالية).
- 2011 : الغالبون (مسلسل - قناة المنار).
- 2011 : بيروت بالليل (فيلم لبناني).
- 2012 : خطوط حمراء (مسلسل مصري).
- 2012 : زي الورد (مسلسل مصري).
- 2012 : 33 يوم (فيلم لبناني).
- 2013 : غزل البنات (مسلسل لبناني - LBCI).
- 2013 : الملائكة السفاحة(فيلم إيراني - قصة خيالية).
- 2013 : بيترويت (فيلم لبناني عن العنف الأسري).
- 2015 :  ابرياء ولكن(مسلسل لبنان ي -إم تي في اللبنانية
- 2015 : العراب - نادي الشرق (مسلسل سوري)
- 2015 : يلا عقبالكن(فيلم لبناني رومانسي)
- 2016 : بالحلال(فيلم لبناني رومانسي)
- 2016 : العراب - تحت الحزام (مسلسل سوري)
- 2016 : شهادة ميلاد مسلسل مصري
- 2017 : ورقا بيضا فيلم لبنان و فرنسا
- 2017 : يلا عقبالكن شباب فيلم لبنان
- 2018 : فرصة أخيرة مسلسل سوريا

## روابط خارجية
- دارين حمزة على موقع IMDb (الإنجليزية)
- دارين حمزة على موقع قاعدة بيانات الأفلام العربية
- دارين حمزة على موقع ألو سيني (الفرنسية)
- دارين حمزة على موقع أول موفي (الإنجليزية)
- دارين حمزة على موقع قاعدة بيانات الفيلم (الإنجليزية)
- دارين حمزة على موقع كينوبويسك (الروسية)